# Orkutai vérvád
Az orkutai vérvád a magyarországi vérvád esetek (Nagyszombat 1494, Bazin 1529, Orkuta 1764, Pér 1791, Tiszaeszlár 1882, Szegvár, 1948) sorában a harmadik, és egyben az ország történetében az utolsó eljárás, melyben vádlottakat hivatalos kínvallatásnak vetettek alá. Ezt követően Mária Terézia 1776-ban egy rendeletben megtiltotta a tortúra alkalmazását, amit az 1791. évi 42. törvénycikk később meg is erősített, de a gyakorlatban még néhányszor alkalmazták, mint az 1782-es nyúzóvölgyi vérengzés során zajló koncepciós pernél.
Az eset kirobbantója a Sáros vármegyei Orkuta falujának határában 1764. június 5-én megtalált ötéves kisfiú meggyilkolása állt. Mivel a holttesten héber betűket formáló sebhelyeket véltek felfedezni, a környéken élő zsidókat vádolták rituális gyilkossággal, melynek ürügyén huszonhét embert zártak börtönbe. Hármójuknak sikerült Pozsonyba menekülnie, ahol a helyi hitközség (Communitas Iudaica Posoniensis Subarcensis) Mária Teréziához fordult, és a per országszerte ismertté vált. A közel egy évig tartó procedúra folyamán a törvényszék két vádlottat vetett alá tortúrának, és bár az egyikük belehalt a kínzásba, további raboknál is indokoltnak látták a kényszervallatást, melyet végül a királynő közbelépése akadályozott meg.
Az esethez tartozó érdekes fejlemény, hogy a vád fő tanúja az egyik vádlott 10 év körüli fia volt, aki a helyi földesúrnál jelentkezett, hogy szeretne megkeresztelkedni. Mivel ekkor már tilos volt a zsidó gyerekek erőszakos megkeresztelése, a Pozsony Váraljai Zsidó Közösség panasszal élt a királynőnél azt feltételezve, hogy a földesúr befolyása alatt tartja a tanút.
Az ügy másik érdekessége, hogy a nyomozó hatóság felkért egy helyi festőt, hogy elkészítse a holttest képmását. Két festményt készített, melyek pontatlanságaik ellenére is a hazai kriminalisztika jelentős dokumentumai, a kor első kísérlete, hogy megörökítse egy bűntény áldozatát, illetve a bűnügyi helyszínt.

## Az áldozat
1764. június 3-án vasárnap, a mise ideje alatt egy helyi jobbágy ötéves fiát, Balla Istvánt a szülei az Orkuta fogadójához vezető országút mellett hagyták egy hasonló korú társával. A mise végeztével a fiú nem került elő, vele egykorú társa pedig a szülőknek azt mondta, hogy elrabolták a zsidók. A hír hamar elterjedt a környéken, és bár az egész falu a gyermek keresésére indult, nem találták sehol.
Két napra rá, június 5-én reggel a szülők újra felkerestek egy a faluhoz közeli bozótost, amit a helyiek Cservena Hrásznak neveztek. Bár korábban jártak már a helyszínen, most mégis megtalálták a holttestet egy fa alatt. A kisfiú egy nyakára tekert madzaggal feküdt arccal a föld felé, és bár egy len ruhácska  fedte a testét, mindenhol sebek borították. Mire hazaértek a holttesttel már az egész környék összegyűlt. Elindult a szóbeszéd, hogy zsidók voltak a tettesek, mivel a sebekben héber betűket véltek felfedezni.
A délutáni órákban a közeli Kisszeben kirurgusa, Anton Urbansky megvizsgálta a holttestet. A halál okának fojtogatást állapított meg, emellett ismeretlen eszköztől származó sebeket és égési sérüléseket fedezett fel a bőrén. Kora estére Balláék házánál megjelent Semsey Miklós a vármegye másodalispánja és Zombori Pál szolgabíró is, és a jelenlévő környékbeli nemesekkel megfogadták, hogy megbüntetik a zsidó vétkeseket.
Június 6-án harangkongás közepette és a környékbeliek kíséretében a Kisszebeni tanácsházára vitték a holttestet, ahol közszemlére tették. Ettől kezdve a temetés napjáig özönlöttek az emberek, hogy megtekintsék. Az egyikük Bicza Antal, egy másik kisszebeni kirurgus, aki a per folyamán azt vallotta, hogy a kisfiú bal karján észrevett egy bemetszést, amit égetéssel próbáltak eltüntetni. Ebből, és a nyakon körültekert zsinegből azt a következtetést vonta le, hogy a holttestet kivéreztették.
Ugyanakkor egy Eperjesen élő egyházi festő, Andreas Trtina a vármegye megbízásából elkezdte megfesteni az áldozat képmását. A két festmény nem készült el időre, így a temetésre csak június 11-én, pünkösdhétfőn került sor. Balla Istvánt a kisszebeni plébániatemplom kriptájában temették el ünnepélyes keretek között, több ezer résztvevő jelenlétében.

## A vádlottak
Június 6-án, Sávuót napján a szolgabíró a hajdúkkal megjelent Davidovics Jakab fogadójánál és körbefogták a szép számmal jelenlévő zsidókat, akik ünnepi áhítatra gyűltek össze. Davidovics Jakab Sziléziából vándorolt Ádámföldére, ott bérelt két fogadót a helyi földesúrtól, Bornemisza Lászlótól. Az egyik fogadó, és a hozzá tartozó borospince lett később a feltételezett bűntény helyszíne, illetve Davidovics veje Sapsa Sámuel, és a családnál dolgozó házitanító, Jozefovics Mózes, illetve az Ádámföldén az ünnepre megjelenő két másik tanító, a Gombosfalván élő Lefkovics Jakab és a szentimrei Horimlovics Herskó lettek a fő vádlottak.

## A tanúk

### Davidovics László
A vád fő tanúja Davidovics Jakab tíz év körüli fia, aki önmagát 12 évesnek  vallja a szülei elmondására hivatkozva. Az első kihallgatáson, a másodalispán nyársardói fogadójában vallomást tesz az apja ellen, miszerint ő vitte el a gyermeket. Miután elengedik, két hét múlva jelentkezik Bornemisza László uraságnál, hogy szeretne megkeresztelkedni, s bár a személyzet eskü alatt vallja, hogy kezdetben elkergetik, pár napra rá befogadják. Hosszan oktatják a keresztény vallásra, míg végül Keresztelő Szent János napján ünnepélyes keretek között megkeresztelik. A keresztségben a László nevet kapja.
Davidovics László az első meghallgatáskor az apja ellen vall, de a szeptemberi tárgyaláson már a fő vádlottak szerepelnek a vallomásában:
Június 3-án, Balla István eltűnésének napján, a délutáni órákban Lefkovics Jakab, a gombosfalvi tanító megjelenik Davidovics Jakab ádámföldi bérlő fogadójánál, vállán egy teli zsákkal. Davidovics László kérdésére azt feleli libákat visz benne, majd Jozefovics Mózessel, a helyi tanítóval együtt lemennek a borospincébe. Mivel órákig nem jönnek ki, László utánuk megy, de a két tanító ráförmed, hogy menjen inkább tanulni. Kifelé menet a fiú felbukik a hordót támasztó ászokfában, és mikor a földre esik összevérzi a kezét. A kérdésre, hogy mitől véres a talaj, Lefkovics Jakab azt feleli a libától, míg Jozefovics csak annyit mond, eleredt az orra. A fiú később látja Lefkovics Jakabot amint egy vértől csöpögő zsákkal elhagyja a fogadó területét. (Lefkovics Jakab először azt mondja, a zsákban a szomszédos falu mészárosától vásárolt húst vitte, később az eljárás során ezt az állítást visszavonja. A mészárost soha nem hallgatják ki.)

### Decs Anna
Az orkutai Decs Anna június 5-én, a holttest megtalálásának napján, reggel fél nyolc órakor épp levelet visz a szomszédos faluba, mikor a Cservena Hrásztól nem messze összefut az úton Lefkovics Jakabbal és a fiatal Horimlovics Herskóval, amint egy lovon ülve épp Kisszeben felé lovagolnak. Mivel csak tíz óra körül érnek a városba, felvetődik a gyanú, miért tartott két és fél óráig a negyedórás út, és a vád arra a következtetésre jut, hogy akkor rejthették el a holttestet a bozótosban.

### Szerencsi Katalin
A húsz éves Szerencsi Katalin (Schreder Frigyes lakatos zsidó hitről áttért keresztény felesége) Nyársardó földesuránál dajkaként szolgál. Amikor a fülébe jut a hír, hogy június 9-én a másodalispán helyi fogadójába vitték az elfogott zsidókat kihallgatás céljából, kíváncsiságból odamegy, és az ablakon át hallgatózni kezd. Jiddis szavak ütik meg a fülét, és bár nem látja ki beszél, azt tisztán hallja, hogy az ablak jobb oldala felől valaki azt mondja: „inkább vízbe kellett volna dobni azt a gyereket, mert így nagy bajba kerülünk”. A kocsmárosné azonosítja Jozefovics Mózest, hogy ő ült az ablak jobb oldalán.
...ex Curiositate ad fenestram Educilli perveniens, verba germanico-iudaice prolata fuisse per Invinculatum Iudaeum, a dextris forinsecus considerando sedentem audivisset, lingvaque sclavonica formalibus explanasset: Us sme voleli decko toto do vodi rucicz, jak ze na csali svet vislo, bo teras na veliku bidu prideme. (Už sme volali decko toto do vody ručiť, jak že na celý svet vyšlo, bo teraz na veliku bídu prídeme.) Quae verba ex sclavonico sermone in latinum transposita denotarent: Iam maluimus Infantem hunc aquae injicere, quam quod in totum exiverit orbem, quia modo ad magnas miserias veniemus.
A három tanú mellett több ember is látja Sapsa Sámuelt június 5-én egy lovaskocsival haladni a környéken, keresztény ruhába öltözött kocsissal a bakon. Ezt szintén gyanúsnak ítéli az ügyész, mivel köze lehetett a gyermek elrejtéséhez. Mindenesetre a tanúk vallomásai terhelőnek bizonyultak a zsidók számára.

## A vád
Sáros vármegye tisztiügyésze Berthóty Gergely volt. A vád számára a fő bizonyíték a holttesten látható héber betűk. Ezt a feltevést megerősítette, hogy Horimlovics Herskó a festményen felismeri a szavakat, hogy „egy az Isten”.
Emellett erős érvként szolgálnak a korábbi századokban Európa szerte lezajlott vérvádak esetei, melyek a vádirat szerint kétséget kizáróan bizonyították, hogy a zsidóknak keresztény vérre van szükségük a szertartásaikhoz.
Indícium továbbá az is, hogy a vádlottak az uralkodóhoz fordultak segítségért, sőt a tömlöcben raboskodó zsidókat a hittársai meglátogatták és ennivalót vittek neki.
A tanúk vallomása alapján a vád a következőképpen látja a történteket: Jozefovics Mózes kiterveli a gyermekrablást, és megbízza vele Lefkovics Jakabot. Június 3-án elrabolják a gyermeket majd Lefkovics Jakab egy zsákban elviszi Davidovics Jakab fogadójához, ahol Jozefovics Mózessel meggyilkolják a borospincében, kivéreztetik, és mágikus szertartás keretében héber betűket vésnek a testére. Ezután Lefkovics Jakab magával viszi a holttestet Gombosfalvára, hogy aztán két napra rá Horimlovics Herskóval, aki ezekben a napokban nála vendégeskedett, visszavigyék Orkuta falujához. Útközben találkoznak Sapsa Sámuellel, és együtt rejtik el Cservena Hrász bozótosában.
Mivel a vád számára csak közvetett bizonyítékok álltak rendelkezésre, tortúrát kérnek a vádlottak számára.

## A védelem
Mária Terézia többszöri felszólítására végül augusztus 27-én kinevezik Martin Okolicany-t védőügyvédnek. Az eperjesi törvényszék szeptember 10-én ülésezik, ahol a védelem törölni akarja Davidovics László vallomását, mivel még nem törvényes korú. Az ügyész amellett érvel, hogy a fiú vallomásából kiderül, mennyire érett gondolkodású és meghaladja a korát, így a bíróság elutasítja az ügyvéd kérelmét.
A védelem azt is felveti, hogy a holttesten szereplő sebek varjúcsípések nyomai, de az ügyész azzal érvel, hogy ruhában találták meg a holttestet, tehát nem lehetnek rajta varjúcsípések. Emellett Horimlovics Herskó is felismerte a festményen a héber betűket.
A védelem ezután törölni akarja Szerencsi Katalin dajka vallomását, mivel az „rosszéletű”. A vád tanúkkal igazolja az ellenkezőjét.
Az ügyvéd is hoz egy tanút. Fincicski Tamás június 5-én fél nyolckor szintén összefut az úton az egy lovon ügető Lefkovics Jakabbal és Horimlovics Herskóval, csak éppen sokkal messzebb Kisszebentől, mint amit Decs Anna vallott. Mivel azonban Decs Anna megesküdött a vallomása hitelességére, sőt a szembesítéskor fel is ismerte Horimlovics Herskót, így ennek a tanúnak a vallomását nem veszik figyelembe.
Csak nagy sokára, 1765 márciusában sikerül a védelemnek előkeríteni azt a keresztény bérkocsist, aki június 5-én Sapsa Sámuelt fuvarozta. Mivel ő igazolta az állításait, ezáltal alibit szolgáltatva neki, így a védelem kimondja, hogy Sapsa Sámuel nem terhelődhet tovább a váddal.

## Az ítélet
A törvényszék (Sedria) 1764. szeptember 10-én a fő vádlottakat, Jozefovics Mózest, Lefkovics Jakabot és Horimlovics Herskót kínvallatásra ítéli, emellett az ádámföldi fogadó bérlőjére, Davidovics Jakabra, a feleségére és a vejére (Sapsa Sámuel), illetve a gombosfalvi bérlőre és a feleségére (akinél Lefkovics Jakab házitanító) további kínvallatást kér, mivel úgy tűnik, tudhattak a gyilkosságról.
A Kancellária november 21-i állásfoglalásában babonának ítéli azt, hogy a zsidók számára elengedhetetlen a keresztény véráldozat, így arra kéri az uralkodót, hogy Jozefovics Mózes és Lefkovics Jakabon kívül a többieket ne vessék alá tortúrának.
Mária Terézia december 24-én helyben hagyja a két fő vádlott kínvallatását, ugyanakkor elrendeli, hogy a másik hét vádlottat további kényszervallatás nélkül kell tömlöcben tartani az eljárás végéig, a többieket pedig szabadon kell bocsájtani az elkobzott vagyonuk visszaszolgáltatása mellett.
A kínvallatásokra 1765. február 1-én kerül sor. Először Lefkovics Jakabot kínozzák meg, aki időközben megkeresztelkedett és a keresztségben a Pál nevet kapta. A kínzás hatására vallomást tesz: azt állítja, hogy a gyermekgyilkosságot Jozefovics Mózes és Sapsa Sámuel követték el. Ezek után Jozefovics Mózesre kerül a sor. A kínvallatás alatt mindent tagad, ezért őt hosszabb ideig vallatják, háromnegyed 11-től egészen délután 5-ig, de olyan súlyos sérüléseket szenved, hogy két napra rá meghal a tömlöcben.
Mária Terézia február 11-én megrója a vármegyét, miszerint Jozefovics Mózest a hóhér (lictor) az ebédidő alatt is kínozta, ugyanakkor ismételten megtiltja, hogy Sapsa Sámuelt kínvallatásnak vessék alá.
Március 20-án Sáros Vármegye cáfolja a kínvallatás során felmerülő felesleges kegyetlenkedéseket, és újra kérvényezi Sapsa Sámuel kényszervallatását.
Az ügynek Mária Terézia április 17-i határozata vet véget, miszerint a keresztény bérkocsis igazolta Sapsa Sámuel alibijét, továbbá mivel Lefkovics Jakab kényszer alatti vallomása ellentmond Davidovics László vallomásával a tetteseket illetőleg. Elrendeli az ügy lezárását, és a még tömlöcben sínylődő rabok szabadon bocsájtását és javaik visszaszolgáltatását. Így zárult le 11 hónap után az orkutai vérvád pere.

## A festmény
Andreas Trtina festményei a mai napig megtekinthetők. Az első kép, amelyen a holttest a megtalálásának helyszínén látható, az eperjesi múzeumban (Krajské múzeum v Prešove) található. Erről a képről a holttest megtalálása után igen hamar kis alakú nyomatok készültek, melyeket az úrnapi körmeneten is osztogattak a nép körében, ezzel is tüzelve a közhangulatot.
A második képen a holttest elölről és hátulról látható. Ezt a képet, ami a II. világháború előtt az Országos Levéltárban volt kiállítva, részletesen ismerteti Eötvös Károly  a tiszaeszlári perről szóló írásában. Ma a budapesti Rendőrmúzeumban látható.